# Geovanni
Geovanni Deiberson Maurício Gómez, eller bara Geovanni, född 11 januari 1980 i Acaiaca, är en före detta brasiliansk fotbollsspelare. Han värvades till Manchester City år 2007 av Sven-Göran Eriksson. Han gjorde det viktiga målet i derbymatchen mot Manchester United som City vann med 1-0 säsongen 2007-2008.